# Big Apple

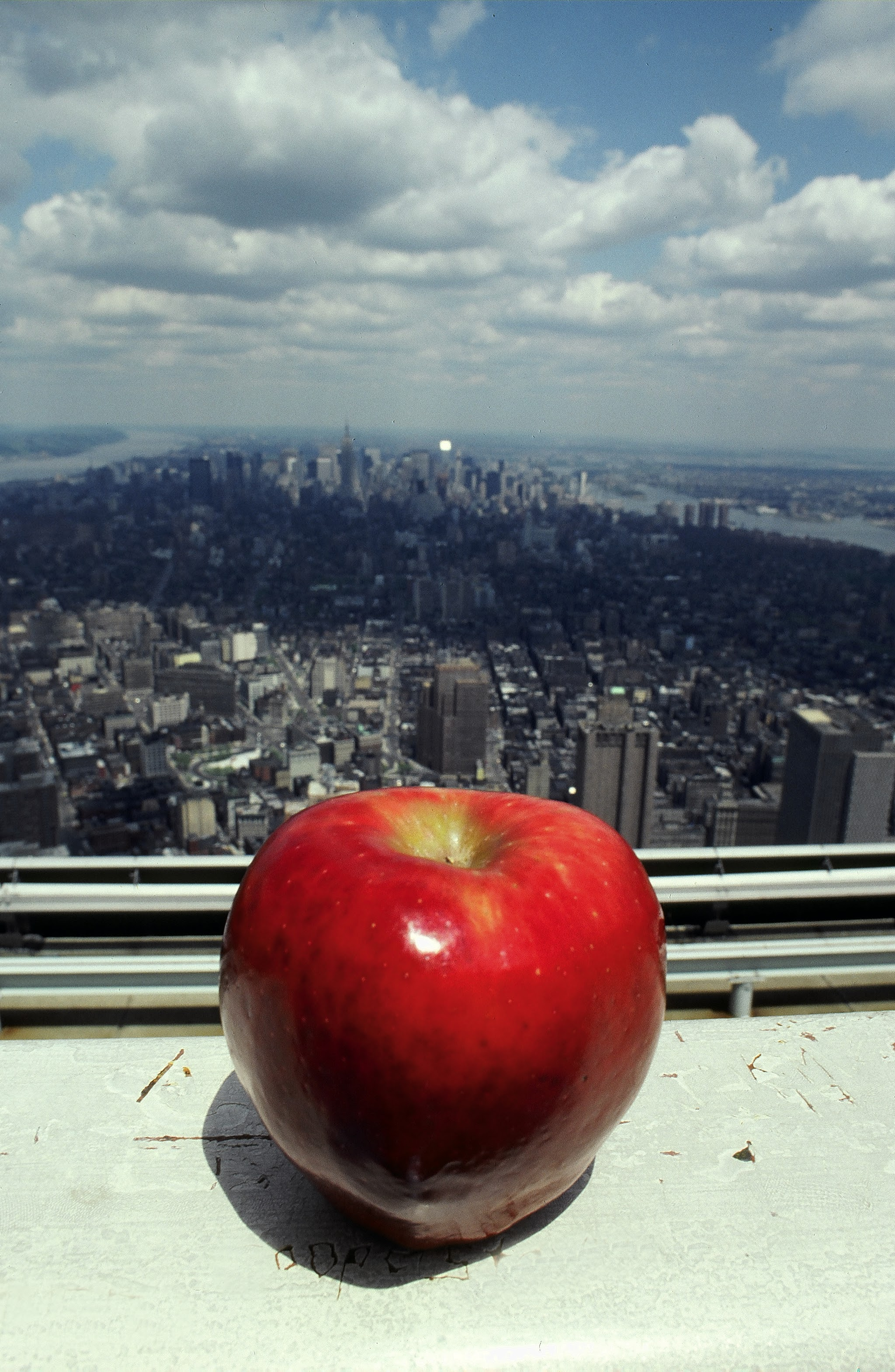
De "Big Apple" vanuit het World Trade Center

De Big Apple (Grote Appel) is een bijnaam of een alternatief toponiem voor de stad New York.

## Herkomst
In de jaren dertig, en wel in de Amerikaanse jazzscene, werd de bijnaam gebruikt (een eerdere referentie van de bijnaam is desalniettemin te vinden in het jaar 1882 in het tijdschrift Graduate Women van de American Association of University Women, boekdeel 71, nummer 5, pagina 7). Met 'The Big Apple' werd Manhattan bedoeld. Manhattan was in die tijd de belangrijkste plek voor jazzmuzikanten. Er werd van alles in die scene 'Big Apple' genoemd, onder meer een bekende jazzclub, een dansgroep en een film. In 1937 beschreven meerdere Nederlandse kranten de Big Apple als een uit Amerika overgewaaide ballroom-dans en aansluitende rage. Men danste in een kringetje met meerdere mensen, maar zonder vaste danspartner, op snelle swing of jitterbug. De Telegraaf beschreef de dans als de Quadrille van de twintigste eeuw.
Een andere oorsprong van de naam Big Apple ligt in de paardenracewereld. De stalknechten reisden met de racepaarden mee en vonden New York een stad met zulke onbegrensde mogelijkheden dat ze die 'The Big Apple' noemden - waarschijnlijk om iets aanlokkelijks mee aan te duiden. Degene die die benaming vervolgens als eerste breder bekend maakte, was verslaggever John J. Fitz Gerald, die de bijnaam geregeld gebruikte en vanaf ergens in de jaren twintig zelfs een column in de Telegraph schreef met de titel 'Around the Big Apple'. In 1997 is als eerbetoon aan de in 1963 overleden Fitz Gerald een New Yorkse straathoek 'Big Apple Corner' genoemd.
De huidige bekendheid van de bijnaam dateert van een campagne ter promotie van New York in 1971, met het thema I ♥ NY. Daarbij werd het beeld van 'de grote appel' gebruikt, en de campagne loopt nog steeds. Hierdoor ontstond de grote verspreiding van 'The Big Apple'-term.